# ザ・タワー中島公園
ザ・タワー中島公園（正式＝ザ・タワー中島公園ラピス・ライオンズスクエア）は、札幌市中央区南12条西1丁目に所在する超高層マンションである。

## 概説
中島公園を見下ろす老舗ホテル「ホテルアカシヤ」の移転跡地に、2002年3月、株式会社大京と札幌丸増の共同事業として建造された、分譲型タワーマンションである。敷地面積3,479.13 m2で地上30 階建、高さ98.5 m。完成当時は、パークビューと豊平川リバービューを堪能できる道内一の階数の高層マンションとして注目を集めた。事業中の仮称は「札幌中島公園プロジェクト」。
建物の構造には、高強度鉄筋・高強度コンクリートを用いる、鹿島建設のHiRC工法を採用し、一般財団法人日本建築センター「高層建築物構造評定委員会」における評定を受けている（評定番号BCJ-H1438）。

## 住居
総戸数130。間取りは、2LDK〜5LDK（78.64 m2〜183.81 m2）の全28タイプで、平均占有面積は98 m2。建物構造は南棟と北棟に分かれており、それぞれに高速エレベーターが2基ずつ（中層階用1基・高層階専用1基）設置されている。マンション西側は、日本の都市公園100選にも選出されている中島公園に面しており、全居室に西向きの窓が用意されている。
階層ごとにステージが分かれ、2F〜15Fはパークビューステージ、16F〜25Fはスカイビューステージ、26F〜30Fはペントハウスステージ。26階以上の高層階に加え、14階と15階のパークビューステージにも、120 m2を超えるプレミアム住戸がある。北棟25階に、システムキッチンも備えた33畳大のゲストルーム「スカイピア25」が設けられ、豊平川花火大会などのイベント時は全住民に開放されている。

## アクセス
- 札幌市営地下鉄南北線中島公園駅と幌平橋駅の間に位置し、それぞれの駅から徒歩6分。
- 札幌市電中島公園通停留場は、公園を横断して徒歩12分。
- ジェイ・アール北海道バス啓55・56・65・66および北海道中央バス79・89系統の中島公園入口バス停から徒歩4分ほど

## 周辺施設
- 中島公園
- 豊平川緑地
- 豊平館
- 札幌コンサートホールKitara
- 北海道立文学館
- 渡辺淳一文学館
- 札幌パークホテル